# Pomnik ofiar I wojny światowej w Quinsac
Pomnik ofiar I wojny światowej w Quinsac – pomnik wzniesiony w 1920 przez Gastona Schnegga. 

## Historia
Pomnik został wzniesiony w 1920 na terenie miejscowego cmentarza. W 2000 został przeniesiony w sąsiedztwo kościoła parafialnego. Autor pomnika był cenionym rzeźbiarzem, uczniem Rodina. W czasie I wojny światowej ukrywał się z rodziną w Quinsac. W 1917 jego syn Pierre zaginął w bitwie pod Aisne, jego ciało nie zostało nigdy odnalezione. Był to jedyny zaginiony z Quinsac, jego los był inspiracją dla rady miejskiej Quinsac, by wznieść pomnik. 

## Architektura
Pomnik ma formę obelisku z wyrzeźbionym wieńcem laurowym i kurem galijskim piejącym z okazji zwycięstwa. Powyżej wyrzeźbiona została twarz przerażonego żołnierza, której Sznegg nadał rysy swojego syna. 